# Kostel svatého Matouše (Křešice)
Kostel svatého Matouše v Křešicích je gotická sakrální stavba stojící na malém návrší uprostřed obce nedaleko řeky Labe. Od roku 1964 je kostel chráněn jako kulturní památka.

## Historie
Kostel je poprvé připomínán roku 1384, kdy jsou o něm dochovány písemné záznamy. Z části byl pozdně goticky upraven kolem roku 1500 a poté byl v roce 1666 barokně přestavěn do dnešní podoby, kdy byla pořízena nová střecha, zvýšena věž a prolomena dnešní okna.

## Architektura
Jedná se o obdélnou, jednolodní stavbu s odsazeným polygonálním presbytářem. Po jeho jižním boku se nachází sakristie a předsíň. V západní částí stojí v průčelí kostela hranolová věž. Na presbytáři jsou opěrné pilíře a zazděná gotická okna. V jižní předsíni je pozdně gotická klenba a dva portály. Vnější portál má přetínavé pruty v ostění, vnitřní je půlkruhový se dvěma výžlabky.
V presbytáři je žebrová klenba ze 14. století a pozdně gotický sanktuář z období kolem roku 1500. V lodi kostela je strop z doby po roku 1860. Pozdně gotická kruchta spočívá na polygonálních pilířích, se segmentovými oblouky a žebrovou klenbou. V podvěží je křticí kaple s valenou lunetovou klenbou.

## Vybavení
Hlavní oltář je barokní z roku 1666. Jsou na něm dva páry sloupků s boltcovými řezbami. Titulní obraz sv. Matouše s andělem na hlavním oltáři, a snad i obraz v nástavci ze stejného období, pocházejí od Karla Škréty. Dva barokní boční oltáře pocházejí ze 17. století. Mají sloupkové edikuly a v nástavcích po dvou soškách. Obrazy na bočních oltářích jsou novější. Kazatelna z konce 18. století byla po liturgické reformě II. vatikánského koncilu odstraněna. Křtitelnice je kamenná, pozdně gotická. Barokní varhany se zlacenými akantovými křídly pocházejí z roku 1715. Obraz sv. Karla Boromejského z roku 1705 je barokní. Ve věži se dochoval velký renesanční zvon z roku 1612.